# Raión de Bilohiria
Raión de Bilohiria (en ucraniano: Білогірський район) es un antiguo raión o distrito de Ucrania en el óblast de Jmelnitski. 
Comprende una superficie de 800 km².
La capital fue la ciudad de Bilohiria.

## Demografía
Según estimación 2010 contaba con una población total de 28700 habitantes.

## Otros datos
El código KOATUU fue 6820300000. El código postal 30200 y el prefijo telefónico +380 3841.